# 김명수 (1948년)
김명수(金明洙, 1948년 7월 ~ )는 한국교육학회장을 지낸 대한민국의 교육인이다.
2014년 사회부총리 겸 교육부장관으로 내정되었지만 잇따른 논문 표절 논란으로 인해 7월 15일 박근혜 대통령은 후보자 지명을 철회하였다.

## 논란
김명수가 교육부총리로 지명된 이후, 여러 가지 논란이 존재하며, 시민단체 "사교육걱정없는세상"에서 2324명을 대상으로 조사한 결과 2232명이 '해당 인물은 교육부총리로 부적합하다'고 응답했다.

### 논문 표절 논란
새정치민주연합의 유기홍 의원에 따르면 김명수는 자신의 부교수 승진 심사때 자신의 박사 학위 논문을 일부 베낀 것을 조교수 시절의 연구 실적으로 제시하였고, 정교수 승진 때도 제자의 석사학위 논문을 자신만의 논문이라고 둔갑해 대학에 냈다. 이와 관련해 학술 연구비로 1270만원을 받기도 했고, 이곳이 출처일수 있다는 수표를 아내의 회갑 기념으로 선물하기도 했다.

### 교육감 직선제 논란
새정치민주연합의 유은혜, 박홍근 의원이 공개한 2011년 진보교육감 6명이 당선된 이후 '대한사립중고등학교장회'가 발간하는 계간지 〈사학〉에 기고한 과거 기고문에서 김명수는 "좌파 교육감들의 주요 정책 실태와 문제점의 근본 원인은 교육감의 주민직선에 있다. 교육감 직선제를 폐지해야 한다"고 주장했다. 그러나 김명수는 문용린 교육감이 당선된 이후 2013년 7월에 열린 '미래교육국민포럼'의 창립 세미나 강연에서는 "교육감 직선제는 민주주의의 기본 원리와 교육의 자주성, 전문성 등을 반영할 수 있는 가장 좋은 방안"이라고 주장했다. 박홍근 의원은 "정치적 이해에 따라 철학과 소신을 뒤집는 사람에게 대한민국의 교육행정을 맡길 수 있는지 의문"이라고 주장했다.